# 李正鼎
李正鼎（1783年—1851年），字刚峰，江西吉水县枫坪村人，清朝政治人物。

## 生平
嘉庆三年（1798年）由国学生援例授县丞。初为南河，阜宁，北岸县丞；清道光元年（1821）升补江苏清河知县。历任高邮州，邳州，太仓州知州，松江、常州、苏州、徐州知府，摄淮徐兵备道。
任知州时，平雪李氏命案冤狱，缉拿盗贼，治理吴淞江，疏通刘江，督办宝山河塘，取得了显著成绩；受到朝廷嘉奖；后倡议治理太镇千支各河30余条以灌溉农田；并对高邮，洪泽湖围圩防洪，消除沿河一带大片农田的水患，又上表请求疏通河道，预防了数千倾良田免于流沙冲积的灾害；同时疏通邳州峰山闸河沙地，数百倾良田赖以丰收，朝廷一一照准。在江苏为官三十年，政绩卓越，受到道光皇帝的召见嘉奖，嘉勉备至。江苏人民非常爱戴，在高邮关帝庙，太仓风神祠，城西白公祠，十贤祠等处都立有牌位祭祀。
风采严峻，才华卓越，同僚无不敬服，两袖清风，唯积书千卷，年六十九逝世于兵备道任上。